# Ка ди Систо (Форли-Чезена)
Ка ди Систо је насеље у Италији у округу Форли-Чезена, региону Емилија-Ромања.
Према процени из 2011. у насељу је живело 3 становника. Насеље се налази на надморској висини од 73 м.